# Balones
Balones ist eine Gemeinde im Südosten von Spanien in der Provinz Alicante in der Valencianischen Gemeinschaft. 2024 hatte die Gemeinde 131 Einwohner.

## Geografie
Balones liegt etwa 45 Kilometer nordnordöstlich von Alicante in einer Höhe von ca. 660 m. 

## Demografie
| 1900 | 1930 | 1950 | 1970 | 1981 | 1991 | 2001 | 2011 | 2021 |
| ---- | ---- | ---- | ---- | ---- | ---- | ---- | ---- | ---- |
| 377  | 351  | 314  | 251  | 204  | 152  | 185  | 147  | 134  |

## Sehenswürdigkeiten
- Burgruine von Seta, ursprünglich maurische Befestigungsanlage
- Franziskuskirche

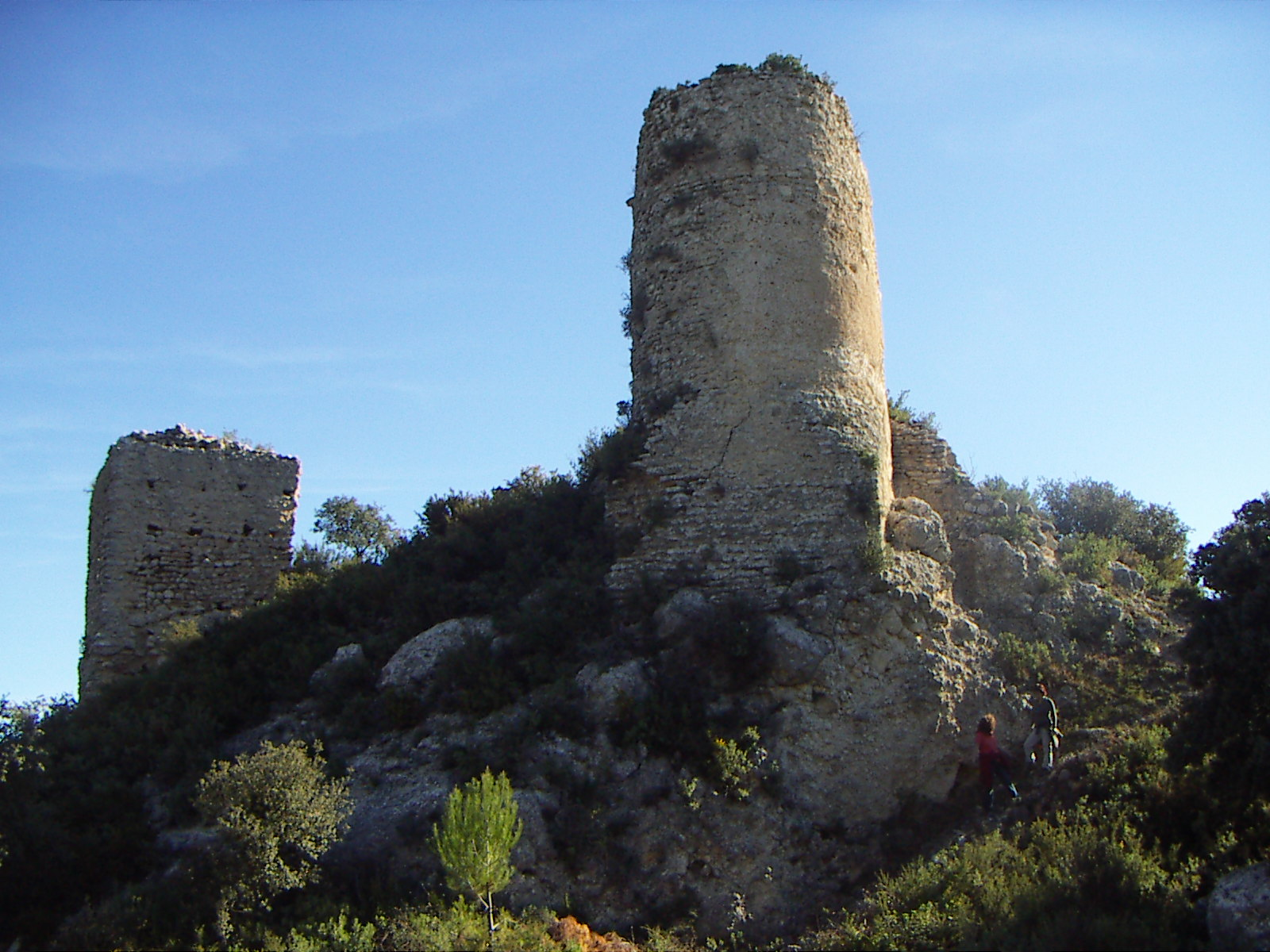
Burgruine von Seta
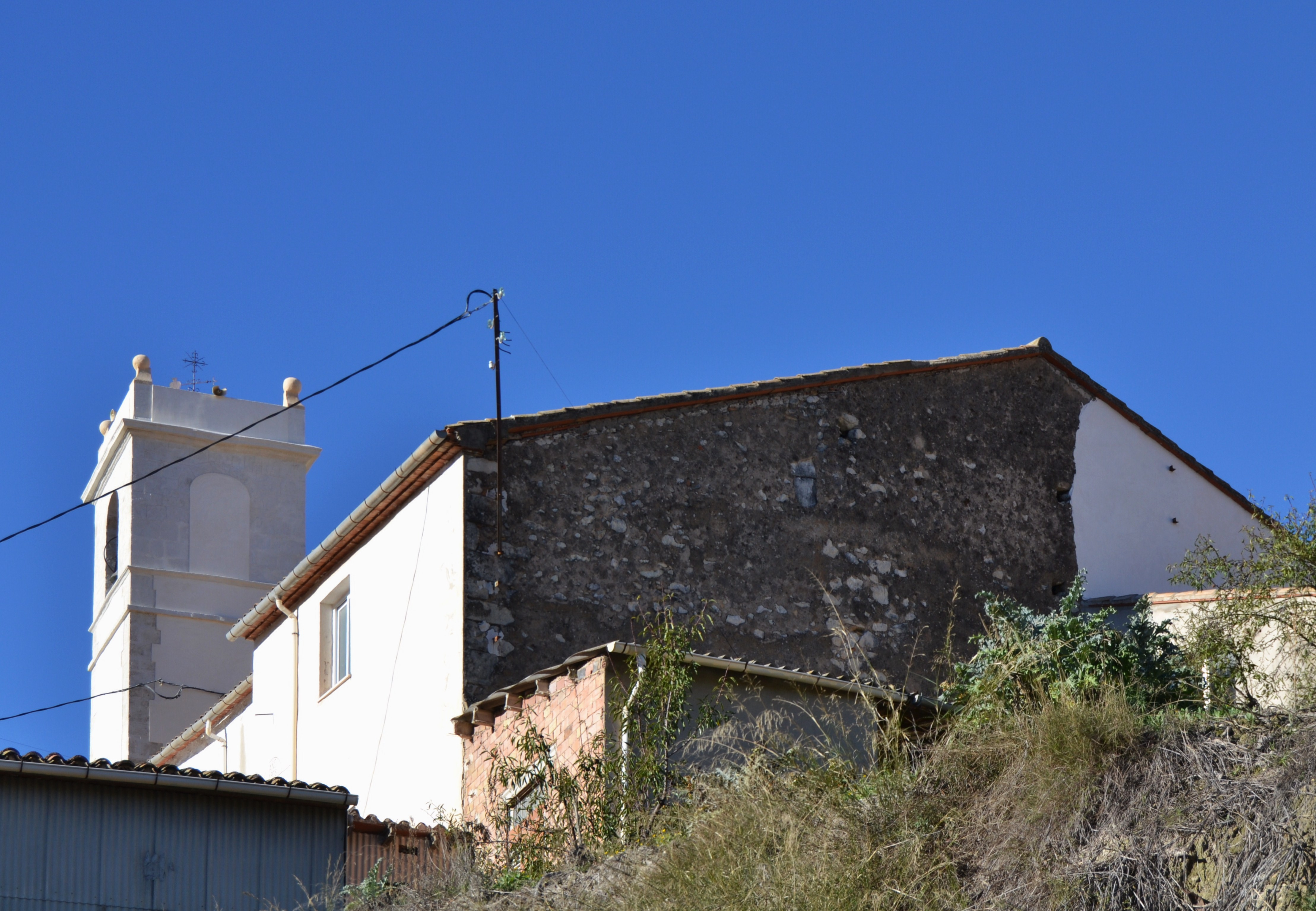
Franziskuskirche
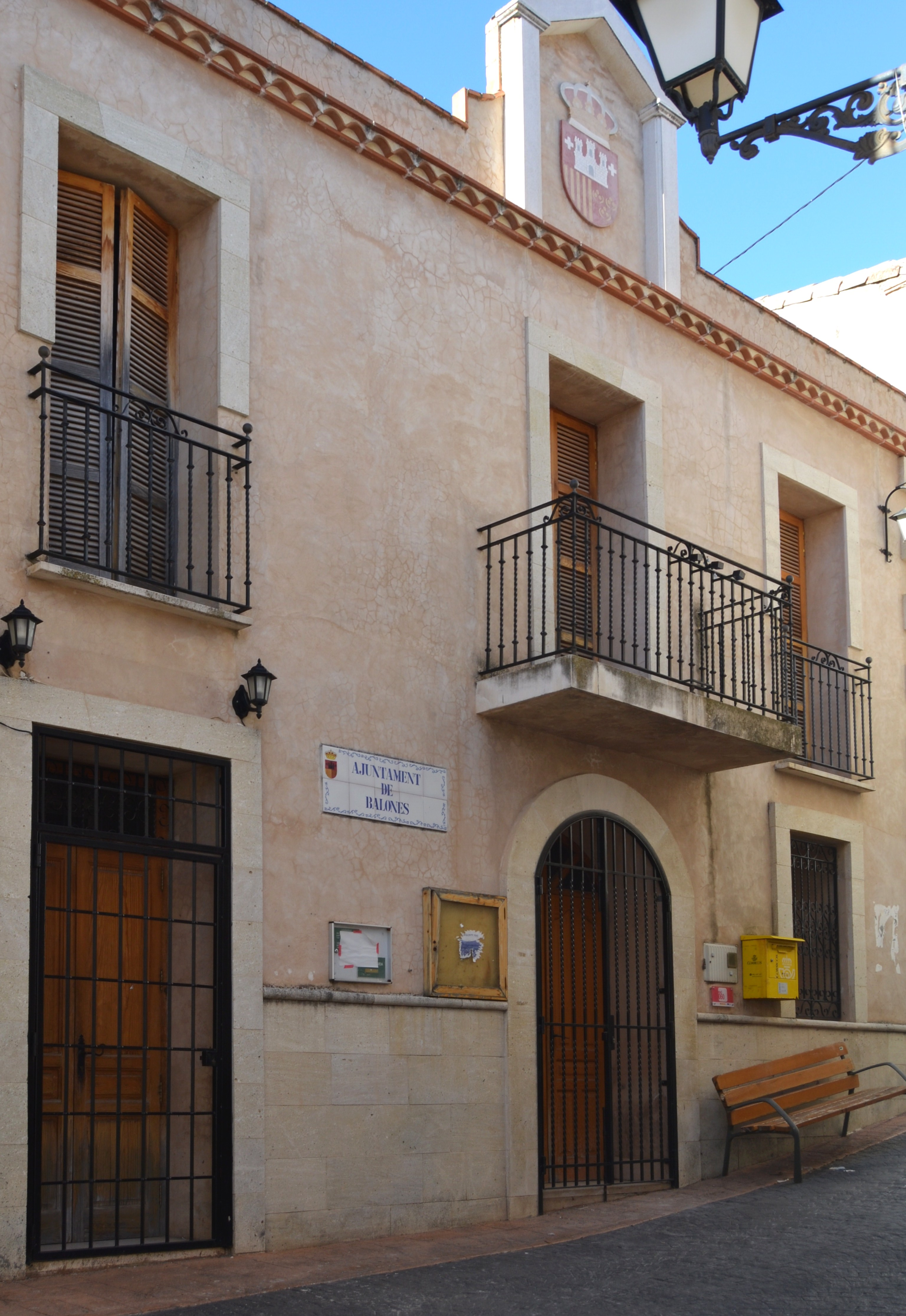
Rathaus